# 鄭啟泰
鄭啟泰（英語：Eric Cheng Kai Tai，1967年2月13日—2024年2月3日），香港廣播及電視節目主持人、唱片騎師、演員及司儀，曾為新城電台唱片騎師、無綫電視基本藝人合約兼邵氏兄弟藝員。其名字「啟泰」，寓意三羊啟泰，與其出生年份的生肖，即羊年相配。自2012年第31屆香港電影金像獎起至2023年第41屆香港電影金像獎，鄭啟泰為頒獎典禮擔任現場報幕員。也是現今香港娛樂圈少數直到去世期間曾經效力過亞洲電視、無綫電視、邵氏兄弟、香港商業電台及新城電台的藝員之一。

## 生平

### 早年生活
他於小學二年級移居九龍樂民新村，為時十年，鄭伊健為其公共屋邨單位樓上鄰居，曾航生則居住在其單位樓下。鄭有一名胞妹，父親是珠江戲院的一名畫家，負責繪畫戲院海報。他自小與朋友組織一支名為「寶路華」的足球隊，由怕他學壞的母親當領隊去參加康樂及文化事務署舉辦的硬地足球比賽。讀書方面，他畢業於九龍靈光小學，曾就讀獻主會聖母院書院和地利亞修女紀念學校（月華），中五畢業後到加拿大安大略省升學，分別在哈密爾頓的 Southern Ontario College 及 Westdale Secondary School 完成中學課程，後在溫莎大學畢業。他曾經修讀兩個學位：傳理系（電視電影製作）及工商管理系學士。

### 事業發展
回港後，鄭啟泰在香港最大的紙廠分公司當翻譯文員數個月。未幾自我推薦到香港商業電台，由顏聯武教導當唱片騎師主持《一切從音樂開始》。另外也曾主持多個節目，包括《開心看天下》（與黎海珊、邵國華合作主持）等等。及後晉升為高級監製。1995年，亦開始為香港有線電視主持節目及為多個電視廣告作旁白。
鄭啟泰在1999年後轉至新城娛樂台（後易名為新城知訊台）任職，曾擔任該台執行監製及主持，與黃霑主持過《開心大鬧鐘》，以及《生活好國度》（連同伍詠薇、袁彩雲和朱凱婷等搭檔主持）等節目。2007年轉為非合約主持，隨后亦加入亞洲電視，接替擔任十餘年的王永祥，為本港台擔任節目報幕及旁白（其後此職位由該台藝員甄思羽代替），亦曾為亞洲電視藝員訓練班作導師。自2012年第31屆香港電影金像獎起至2023年第41屆香港電影金像獎，鄭啟泰為頒獎典禮擔任現場報幕員。2012年，離開亞洲電視。
2014年，加盟DBC數碼電台，與利嘉兒合作主持「告士打道3號」。2017年11月1日，透過無綫「愛回家」熱線電話加入無綫電視。除電台電視外，鄭啟泰亦擔任多項晚會司儀。近年為不少企業（中國移動、利嘉閣、政府機關）訓練員工溝通技巧及語言運用。
2023年10月23日，鄭啟泰突然於社交平台宣佈已辭去新城電台的工作，他後來接受晴報訪問時稱與電台「只是緣分完結」，強調假以時日如電台有需要時，「我實會返去幫手」（「我一定會回去幫忙」）。事隔3個月後，鄭啟泰於2024年1月24日再次回到新城電台主持節目，他於節目中承認他是收到當時剛上任的首席營運總監馬浚偉的邀請而決定回巢。2月1日，鄭啟泰宣布向前香港速度滾軸溜冰代表隊隊員女友王雁芝求婚成功。

### 逝世
2024年2月3日，鄭啟泰突然在家中暈倒，並有肚瀉與抽搐現象，送入律敦治醫院深切治療部搶救後陷入昏迷狀態，直至下午近四時搶救無效逝世，終年56歲。當日晚上近八時，新城電台在Facebook專頁與電台官方網站發出通告證實其死訊。

### 火化
2024年3月16日星期六，他的追思會將於循道衞理聯合教會國際禮拜堂一樓The Sanctuary舉行，早前鄭啟泰的妹妹Fiona曾表示鄭啟泰不喜歡傳統，而且為人古靈精怪，會安排別緻的道別會。由於鄭啟泰是基督教徒，將會請院牧祈禱和唱聖詩，希望大家不要帶憂傷，記住鄭啟泰樂觀和大孩子性格，因此據指鄭啟泰的追思會亦命名為「鄭啟泰．生命禮讚」（A Celebration of Life．Eric Cheng）。而鄭啟泰未婚妻王雁芝亦於IG限時動態指，想出席鄭啟泰追思會的親友可聯絡她，之後翌日（17日）火葬。
據鄭的親友透露，鄭啟泰死於器官衰竭，但沒有公佈致病原因或源頭。
而於2023年末拍攝《巾幗梟雄之懸崖》、《黑色月光》、《異空感應》等劇集亦為他的遺作。

## 個人生活
鄭啟泰曾於1993年与當時同在新城娛樂台工作的黎海珊結婚，但婚姻只維持了五年，1998年便告離異，二人並沒有子女。其後，鄭啟泰曾與另一女友育有一女Kayla。
此外，鄭啟泰的堂兄是演員鄭恕峰。

## 演出作品
*以下列表只記錄鄭啟泰演出過的影視作品，若有遺漏，請協助補充相關資料。

### 電視劇（無綫電視）
| 首播         | 劇名                 | 角色                        | 參考來源                                        |
| ------------ | -------------------- | --------------------------- | ----------------------------------------------- |
| 2018年       | 果欄中的江湖大嫂     | 林教授                      | 第24集                                          |
| 2018年       | BB來了               | 麵店老闆                    | 第13集                                          |
| 2018年       | 救妻同學會           | Desmond                     | 第4集                                           |
| 2018至2024年 | 愛·回家之開心速遞    | CK Ng 顧博士 表弟 蔣金 島主 | 第301集 第616集 第740集 第1309集起至今 第2209集 |
| 2019年       | 荷里活有個大老千     | 汪經理                      |                                                 |
| 2019年       | 廉政行動2019         | 梁志光                      |                                                 |
| 2019年       | 她她她的少女時代     | 李嶽                        | 第7、12、16-18集                                |
| 2019年       | 街坊財爺             | 劉智豪                      | 第14-15集                                       |
| 2019年       | 多功能老婆           | Rio                         | 第9集                                           |
| 2020年       | 機場特警             | 俊父                        | 第4集                                           |
| 2020年       | 迷網                 | 賢叔                        |                                                 |
| 2020年       | 過街英雄             | 霍耀強                      | 第4-5集                                         |
| 2020年       | 踩過界II             | 麥世龍                      |                                                 |
| 2021年       | 逆天奇案             | 曹律師                      | 第17-18集                                       |
| 2021年       | 刑偵日記             | 盧醫生                      | 第6集                                           |
| 2021年       | 智能愛人             | 賴先生                      |                                                 |
| 2021年       | 七公主               | 岑大狀                      |                                                 |
| 2021年       | 把關者們             | J.C                         | 第15、27集                                      |
| 2021年       | 星空下的仁醫         | 陳令祖（青年）              | 第8、23集                                       |
| 2021年       | 異搜店               | 韋敬仁                      |                                                 |
| 2022年       | 雙生陌生人           | 律師                        | 第20集                                          |
| 2022年       | 回歸光影頌: 我的驕傲 | 中國領事                    |                                                 |
| 2022年       | 童時愛上你           | Wilson                      |                                                 |
| 2022年       | 回歸                 | 股東                        |                                                 |
| 2022年       | 黯夜守護者           | 張允賢（Martin）            | 第1-2集                                         |
| 2022年       | 美麗戰場             | 謝振輝                      |                                                 |
| 2022年       | 超能使者             | 陳Sir                       | 第19、21、23集                                  |
| 2022年       | 輕·功                | 崔生                        | 第3、5、19集                                    |
| 2023年       | 隱形戰隊             | 邢學禮                      | 第5、6集                                        |
| 2023年       | 法言人               | 鍾杰仁（鍾Sir）               | 第22-23集                                       |
| 2023年       | 隱門                 | Dr. Chow                    | 第21集                                          |
| 2023年       | 寵愛Pet Pet          | 紅老公                      | 第5集                                           |
| 2023年       | 新聞女王             | 盧展廷                      |                                                 |
| 2024年       | 旁觀者               | 陳經理                      |                                                 |
| 2024年       | 本尊就位             | 畢承立                      |                                                 |
| 2024年       | 再見·枕邊人          | 富豪                        | 第7集                                           |
| 2024年       | 逆天奇案2            | 曹律師                      |                                                 |
| 2024年       | 反黑英雄             | 盧樹培（樹哥）              |                                                 |
| 2024年       | 企業強人             | Gordon                      |                                                 |
| 2024年       | 巾幗梟雄之懸崖       | 唐司令                      |                                                 |
| 2024年       | 黑色月光             | 胡澤倫（Adam）              | 第1，3集                                        |
| 2024年       | 異空感應             | 阮康                        |                                                 |
| 2025年       | 富貴千團             | 唐國樑                      |                                                 |
|              | 守誠者               |                             |                                                 |

### 電視劇（邵氏兄弟）
| 首播   | 劇名             | 角色             | 備註      |
| 2018年 | 飛虎之潛行極戰   | 殺手             | 第1集     |
| 2018年 | 守護神之保險調查 | 林泉海           | 第17-18集 |
| 2019年 | 飛虎之雷霆極戰   | 歐陽正（年輕版） |           |
| 2023年 | 廉政狙擊         | 湯昊倫           |           |

### 電視劇（其他）
| 首播           | 劇名                  | 角色   |
| 亞洲電視       |                       |        |
| 2010年         | 法網群英              | 鮑禮和 |
| 香港電台電視部 |                       |        |
| 2010年         | 火速救兵 - 高溫任務   | 陳霆朗 |
| 2011年         | 廉政行動2011 - 心魔   |        |
| 2012年         | 火速救兵II - 閃燃報告 | 江偉忠 |
| 2013年         | 証義搜查線2           |        |
| 2018年         | 火速救兵IV - 守破離   | 周詠賢 |
| 寰亞傳媒集團   |                       |        |
| 2023年         | 疊影狙擊              | 姚汉   |
| 海棠果影業     |                       |        |
| 2024年         | 太陽星辰              | 馬Sir  |

### 電影
| 首映   | 電影名              | 角色   |
| 2016年 | 同流合烏            | 爸爸   |
| 2019年 | 使徒行者2：谍影行动 | 王警官 |

### 電視節目
| 年份           | 節目名                       |
| 亞洲電視       |                              |
| 2001年         | 你說怎麼辦                   |
| 2008年         | 今日法庭                     |
| 2008年         | 開學啦                       |
| 2009年         | 品牌對話系列                 |
| 2009年         | 香港亂噏                     |
| 2009年至2010年 | 亞洲星光大道系列旁白         |
| 2010年         | 嶺南尋根之旅                 |
| 2011年         | 四季養生堂                   |
| 2011年         | Sam哥踢館                    |
| 2011年         | 香港有飯開                   |
| 2012年         | ATV 2012人氣春晚．唱紅亞洲   |
| 2012年         | ATV2012感動香港人物推選      |
| 香港賽馬會     |                              |
| 2009年至2015年 | 放眼馬世界                   |
| 無綫電視       |                              |
| 2023年         | 中年好聲音 旁白（第7集起）   |
| 2023-2024年    | 中年好聲音2 旁白（第1-22集） |

### 電台節目
| 年份           | 節目名                 |
| DBC數碼電台    |                        |
| 2014年至2016年 | 告士打道3號            |
| 新城娛樂台     |                        |
| 2004年         | 星期日大菠蘿           |
| 2006年         | 生活好國度             |
| 2012年         | 伴你出髮               |
| 香港商業電台   |                        |
| 1992年至1994年 | 開心看天下（兼任監製） |

## 外部鏈接
- 鄭啟泰的Facebook專頁
- 亞視藝員
- 鄭啟泰在互联网电影资料库（IMDb）上的資料（英文）
- 鄭啟泰在香港影庫上的簡介
- 鄭啟泰的Instagram帳戶